# Howard Humphries
William Howard Humphries (19 tháng 5 năm 1891 - 1954) là một cầu thủ bóng đá người Anh thi đấu ở Football League cho Aston Villa và Rotherham County. Ông sinh ra ở Aston. Ông cũng là cầu thủ khách mời thời chiến thi đấu cho Stoke, có 6 trận ra sân trong mùa giải 1916-17.

## Thống kê sự nghiệp
Nguồn:
| Câu lạc bộ          | Mùa giải            | Giải quốc nội        | Giải quốc nội | Giải quốc nội | Cúp FA  | Cúp FA    | Tổng    | Tổng      |
| Câu lạc bộ          | Mùa giải            | Hạng đấu             | Số trận       | Bàn thắng     | Số trận | Bàn thắng | Số trận | Bàn thắng |
| ------------------- | ------------------- | -------------------- | ------------- | ------------- | ------- | --------- | ------- | --------- |
| Aston Villa         | 1914-15             | First Division       | 6             | 1             | 1       | 0         | 7       | 1         |
| Aston Villa         | 1919-20             | First Division       | 6             | 0             | 0       | 0         | 6       | 0         |
| Aston Villa         | 1920-21             | First Division       | 5             | 1             | 0       | 0         | 5       | 1         |
| Aston Villa         | 1921-22             | First Division       | 3             | 0             | 0       | 0         | 3       | 0         |
| Southend United     | 1921-22             | Third Division South | 0             | 0             | 0       | 0         | 0       | 0         |
| Rotherham County    | 1921-22             | Third Division North | 4             | 0             | 0       | 0         | 4       | 0         |
| Rotherham County    | 1922-23             | Third Division North | 6             | 1             | 0       | 0         | 6       | 1         |
| Tổng cộng sự nghiệp | Tổng cộng sự nghiệp | Tổng cộng sự nghiệp  | 30            | 3             | 1       | 0         | 31      | 3         |